# Coppa CEV 2018-2019 (maschile)
La Coppa CEV 2018-2019, 47ª edizione della Coppa CEV di pallavolo maschile, è svolta dal 6 novembre 2018 al 26 marzo 2019: al torneo hanno partecipato trentotto squadre di club europee e la vittoria finale è andata per la prima volta alla Trentino.

## Regolamento
Le squadre hanno disputato trentaduesimi di finale, sedicesimi di finale a cui si sono aggiunte tredici squadre provenienti dalla Champions League, ottavi di finale, quarti di finale, semifinali e finale, tutte giocate con gare di andata e ritorno (coi punteggi di 3-0 e 3-1 sono stati assegnati 3 punti alla squadra vincente e 0 a quella perdente, col punteggio di 3-2 sono stati assegnati 2 punti alla squadra vincente e 1 a quella perdente; in caso di parità di punti dopo le due partite è stato disputato un golden set).

## Squadre partecipanti
| - Aich/Dob - Raiffeisen Waldviertel - Aalst - Menen - Šachcër Salihorsk - Mladost Brčko - Montana - Neftohimik - HAOK Mladost - Hurrikaani-Loimaa | - Vammalan - Gazélec Ajaccio - Tourcoing - Unterhaching - Olympiakos - PAOK - Trentino - Pejë - Jedinstvo Bijelo Polje - Førde | - Viking - Lycurgus - Orion - AZS Olsztyn - Dukla Liberec - Kladno - Arcada Galați - Kuzbass - Novi Pazar - Vojvodina | - Teruel - Amriswil - Losanna UC - Galatasaray - İstanbul BB - Barkom-Kažany - BK Novator - Kazincbarcika |

## Torneo

### Trentaduesimi di finale

#### Andata
| 7 novembre 2018 Palac Sportu Halyčyna, Leopoli Durata: 2h:06 - Spettatori: 1 000        | Barkom-Kažany          | 3 - 2 | Losanna UC        | 25-16, 25-21, 22-25, 18-25, 16-14 |
| 8 novembre 2018 Førdehuset, Førde Durata: 1h:21 - Spettatori: 1 100                     | Førde                  | 3 - 0 | BK Novator        | 25-23, 25-22, 25-23               |
| 7 novembre 2018 Sportska Dvorana Nikoljac, Bijelo Polje Durata: 1h:39 - Spettatori: 700 | Jedinstvo Bijelo Polje | 3 - 1 | Novi Pazar        | 18-25, 25-21, 26-24, 25-23        |
| 6 novembre 2018 Mladost Montana, Montana Durata: 1h:16 - Spettatori: 500                | Montana                | 0 - 3 | Kladno            | 18-25, 24-26, 19-25               |
| 6 novembre 2018 Palestra Karagagi, Pejë Durata: 1h:06 - Spettatori: 300                 | Pejë                   | 0 - 3 | Gazélec Ajaccio   | 9-25, 6-25, 11-25                 |
| 6 novembre 2018 Urania Sport Hall, Olsztyn Durata: 1h:07 - Spettatori: 1 900            | AZS Olsztyn            | 3 - 0 | Hurrikaani-Loimaa | 25-14, 25-16, 25-20               |

#### Ritorno
| 14 novembre 2018 University Sports Hall, Losanna Durata: 1h:23 - Spettatori: 660     | Losanna UC        | 3 - 0 | Barkom-Kažany          | 25-18, 25-22, 25-17                          |
| 14 novembre 2018 Epicenter Sport Hall, Horodok Durata: 2h:09 - Spettatori: 750       | BK Novator        | 3 - 1 | Førde                  | 21-25, 31-29, 26-24, 25-19 Golden set: 10-15 |
| 14 novembre 2018 Sportska Dvorana Pendik, Novi Pazar Durata: 1h:44 - Spettatori: 300 | Novi Pazar        | 2 - 3 | Jedinstvo Bijelo Polje | 26-24, 27-29, 22-25, 25-20, 11-15            |
| 13 novembre 2018 Kladenská sportovní hala, Kladno Durata: 1h:23 - Spettatori: 680    | Kladno            | 3 - 0 | Montana                | 26-24, 25-21, 25-22                          |
| 13 novembre 2018 U Palatinu, Ajaccio Durata: 0h:54 - Spettatori: 750                 | Gazélec Ajaccio   | 3 - 0 | Pejë                   | 25-14, 25-11, 25-18                          |
| 13 novembre 2018 Loimaan liikuntahalli, Loimaa Durata: 1h:08 - Spettatori: 918       | Hurrikaani-Loimaa | 1 - 3 | AZS Olsztyn            | 17-25, 25-17, 17-25, 20-25                   |

#### Squadre qualificate
| - Gazélec Ajaccio - Jedinstvo Bijelo Polje - Førde - AZS Olsztyn - Kladno - Losanna UC |

### Sedicesimi di finale

#### Andata
| 29 novembre 2018 Sportzentrum am Utzweg, Unterhaching Durata: 2h:01 - Spettatori: 700       | Unterhaching           | 3 - 2 | Vojvodina         | 25-19, 25-20, 21-25, 25-27, 15-13 |
| 21 novembre 2018 University Sports Hall, Losanna Durata: 1h:12 - Spettatori: 1 500          | Losanna UC             | 0 - 3 | Trentino          | 18-25, 14-25, 20-25               |
| 28 novembre 2018 SaZa Topsporthal, Doetinchem Durata: 1h:39 - Spettatori: 290               | Orion                  | 1 - 3 | Mladost Brčko     | 26-24, 21-25, 26-28, 21-25        |
| 28 novembre 2018 Sporthalle Tellenfeld, Amriswil Durata: 1h:26 - Spettatori: 580            | Amriswil               | 3 - 1 | Lycurgus          | 22-25, 25-21, 25-17, 25-13        |
| 29 novembre 2018 Melina Merkourī Hall, Rentis Durata: 1h:08 - Spettatori: 300               | Olympiakos             | 3 - 0 | Šachcër Salihorsk | 25-16, 25-15, 25-22               |
| 27 novembre 2018 U Palatinu, Ajaccio Durata: 1h:14 - Spettatori: 950                        | Gazélec Ajaccio        | 0 - 3 | İstanbul BB       | 20-25, 21-25, 18-25               |
| 28 novembre 2018 Førdehuset, Førde Durata: 1h:56 - Spettatori: 1 000                        | Førde                  | 2 - 3 | Viking            | 25-19, 20-25, 25-23, 17-25, 13-15 |
| 28 novembre 2018 Sporthal Schiervelde, Roeselare Durata: 2h:12 - Spettatori: 220            | Menen                  | 3 - 2 | Neftohimik        | 21-25, 23-25, 25-22, 25-21, 24-22 |
| 28 novembre 2018 Burhan Felek Spor Salonu, Istanbul Durata: 1h:06 - Spettatori: 700         | Galatasaray            | 3 - 0 | HAOK Mladost      | 25-12, 25-19, 25-20               |
| 29 novembre 2018 Sportovní hala Dukla Liberec, Liberec Durata: 1h:50 - Spettatori: 450      | Dukla Liberec          | 3 - 1 | Aich/Dob          | 25-19, 23-25, 25-23, 33-31        |
| 27 novembre 2018 Sala Sporturilor Dunărea, Galați Durata: 2h:05 - Spettatori: 1 250         | Arcada Galați          | 2 - 3 | Aalst             | 25-20, 20-25, 25-16, 22-25, 13-15 |
| 27 novembre 2018 Complexe sportif Léo Lagrange, Tourcoing Durata: 1h:15 - Spettatori: 2 000 | Tourcoing              | 0 - 3 | Teruel            | 21-25, 25-27, 24-26               |
| 27 novembre 2018 Sporthalle, Zwettl-Niederösterreich Durata: 1h:08 - Spettatori: 352        | Raiffeisen Waldviertel | 0 - 3 | Vammalan          | 20-25, 17-25, 16-25               |
| 29 novembre 2018 Kladenská sportovní hala, Kladno Durata: 2h:00 - Spettatori: 500           | Kladno                 | 3 - 1 | Kazincbarcika     | 34-32, 21-25, 25-18, 25-20        |
| 27 novembre 2018 Sportska Dvorana Nikoljac, Bijelo Polje Durata: 1h:10 - Spettatori: 500    | Jedinstvo Bijelo Polje | 0 - 3 | Kuzbass           | 17-25, 20-25, 21-25               |
| 28 novembre 2018 Urania Sport Hall, Olsztyn Durata: 1h:50 - Spettatori: 1 800               | AZS Olsztyn            | 3 - 1 | PAOK              | 25-23, 27-29, 25-23, 25-18        |

#### Ritorno
| 5 dicembre 2018 SPC Vojvodina, Novi Sad Durata: 1h:56 - Spettatori: 900                  | Vojvodina         | 1 - 3 | Unterhaching           | 28-30, 22-25, 25-19, 23-25                         |
| 6 dicembre 2018 PalaTrento, Trento Durata: 1h:13 - Spettatori: 2 500                     | Trentino          | 3 - 0 | Losanna UC             | 25-22, 25-20, 25-17                                |
| 5 dicembre 2018 Sportska Dvorana Magnet, Brčko Durata: 1h:44 - Spettatori: 1 000         | Mladost Brčko     | 3 - 1 | Orion                  | 20-25, 25-21, 27-25, 25-18                         |
| 4 dicembre 2018 MartiniPlaza, Groninga Durata: 1h:29 - Spettatori: 1 500                 | Lycurgus          | 1 - 3 | Amriswil               | 20-25, 15-25, 25-13, 21-25                         |
| 5 dicembre 2018 Sportivnyj Kompleks Olimpiets, Mahilëŭ Durata: 1h:51 - Spettatori: 1 380 | Šachcër Salihorsk | 2 - 3 | Olympiakos             | 25-18, 27-29, 24-26, 25-20, 8-15                   |
| 5 dicembre 2018 Hidayet Türkoğlu Spor Salonu, Istanbul Durata: 1h:23 - Spettatori: 600   | İstanbul BB       | 0 - 3 | Gazélec Ajaccio        | 21-25, 21-25, 20-25 Golden set: 15-12              |
| 5 dicembre 2018 Sotra Arena, Fjell Durata: 1h:55 - Spettatori: 90                        | Viking            | 3 - 1 | Førde                  | 24-26, 25-21, 26-24, 27-25                         |
| 4 dicembre 2018 Palazzetto dello Sport Mladost, Burgas Durata: 2h:23 - Spettatori: 500   | Neftohimik        | 3 - 2 | Menen                  | 25-23, 22-25, 23-25, 30-28, 15-8 Golden set: 16-14 |
| 5 dicembre 2018 Dom odbojke Bojan Stranić, Zagabria Durata: 1h:06 - Spettatori: 500      | HAOK Mladost      | 0 - 3 | Galatasaray            | 17-25, 21-25, 20-25                                |
| 6 dicembre 2018 JUFA Arena, Bleiburg Durata: 1h:38 - Spettatori: 533                     | Aich/Dob          | 1 - 3 | Dukla Liberec          | 23-25, 23-25, 25-23, 20-25                         |
| 5 dicembre 2018 Sportcentrum Schotte, Aalst Durata: 1h:53 - Spettatori: 554              | Aalst             | 3 - 1 | Arcada Galați          | 25-21, 28-26, 22-25, 25-21                         |
| 5 dicembre 2018 Pabellón Municipal Los Planos, Teruel Durata: ? - Spettatori: 2 000      | Teruel            | 0 - 3 | Tourcoing              | 18-25, 20-25, 19-25 Golden set: 15-13              |
| 4 dicembre 2018 Vexve Areena, Sastamala Durata: 0h:57 - Spettatori: 631                  | Vammalan          | 3 - 0 | Raiffeisen Waldviertel | 25-15, 25-18, 25-17                                |
| 6 dicembre 2018 Don Bosco Sportközpont, Kazincbarcika Durata: 2h:05 - Spettatori: 600    | Kazincbarcika     | 2 - 3 | Kladno                 | 18-25, 26-28, 27-25, 25-20, 13-15                  |
| 6 dicembre 2018 Kuzbass arena, Kemerovo Durata: 1h:03 - Spettatori: 2 200                | Kuzbass           | 3 - 0 | Jedinstvo Bijelo Polje | 25-23, 25-16, 25-10                                |
| 5 dicembre 2018 PAOK Sports Arena, Salonicco Durata: 1h:54 - Spettatori: 1 000           | PAOK              | 3 - 2 | AZS Olsztyn            | 25-22, 17-25, 16-25, 25-21, 15-12                  |

#### Squadre qualificate
| - Aalst - Mladost Brčko - Neftohimik - Vammalan - Unterhaching - Olympiakos - Trentino - Viking | - AZS Olsztyn - Dukla Liberec - Kladno - Kuzbass - Teruel - Amriswil - Galatasaray - İstanbul BB |

### Ottavi di finale

#### Andata
| 20 dicembre 2018 PalaTrento, Trento Durata: 1h:08 - Spettatori: 2 476                   | Trentino      | 3 - 0 | Unterhaching  | 25-16, 25-19, 25-21               |
| 19 dicembre 2018 Sporthalle Tellenfeld, Amriswil Durata: 1h:12 - Spettatori: 590        | Amriswil      | 3 - 0 | Mladost Brčko | 25-23, 25-21, 25-19               |
| 19 dicembre 2018 Hidayet Türkoğlu Spor Salonu, Istanbul Durata: 1h:44 - Spettatori: 890 | İstanbul BB   | 1 - 3 | Olympiakos    | 22-25, 19-25, 25-23, 19-25        |
| 19 dicembre 2018 Sotra Arena, Fjell Durata: 1h:34 - Spettatori: 150                     | Viking        | 1 - 3 | Neftohimik    | 13-25, 13-25, 25-23, 31-33        |
| 18 dicembre 2018 Sportovní hala Dukla Liberec, Liberec Durata: 1h:59 - Spettatori: 893  | Dukla Liberec | 2 - 3 | Galatasaray   | 23-25, 25-20, 19-25, 25-17, 12-15 |
| 19 dicembre 2018 Sportcentrum Schotte, Aalst Durata: 1h:57 - Spettatori: 1 150          | Aalst         | 3 - 2 | Teruel        | 25-17, 18-25, 22-25, 26-24, 15-10 |
| 20 dicembre 2018 Kladenská sportovní hala, Kladno Durata: 2h:01 - Spettatori: 550       | Kladno        | 2 - 3 | Vammalan      | 25-23, 1-25, 22-25, 25-15, 20-22  |
| 19 dicembre 2018 Kuzbass arena, Kemerovo Durata: 1h:55 - Spettatori: 2 100              | Kuzbass       | 3 - 2 | AZS Olsztyn   | 25-22, 25-14, 25-27, 23-25, 15-11 |

#### Ritorno
| 16 gennaio 2019 PalaTrento, Trento Durata: 1h:34 - Spettatori: 2 100                    | Unterhaching  | 1 - 3 | Trentino      | 25-20, 20-25, 20-25, 19-25 |
| 16 gennaio 2019 Sportska Dvorana Magnet, Brčko Durata: 1h:44 - Spettatori: 800          | Mladost Brčko | 1 - 3 | Amriswil      | 24-26, 21-25, 25-21, 18-25 |
| 17 gennaio 2019 Melina Merkourī Hall, Rentis Durata: 1h:38 - Spettatori: 630            | Olympiakos    | 3 - 1 | İstanbul BB   | 22-25, 26-24, 25-22, 25-19 |
| 17 gennaio 2019 Palazzetto dello Sport Mladost, Burgas Durata: 1h:28 - Spettatori: 620  | Neftohimik    | 3 - 1 | Viking        | 22-25, 25-19, 25-19, 25-16 |
| 15 gennaio 2019 Burhan Felek Spor Salonu, Istanbul Durata: 1h:06 - Spettatori: 370      | Galatasaray   | 3 - 0 | Dukla Liberec | 25-15, 25-21, 25-19        |
| 16 gennaio 2019 Pabellón Municipal Los Planos, Teruel Durata: 1h:45 - Spettatori: 1 485 | Teruel        | 1 - 3 | Aalst         | 25-22, 21-25, 21-25, 23-25 |
| 16 gennaio 2019 Kauppi Sports Center, Tampere Durata: 1h:10 - Spettatori: 1 548         | Vammalan      | 3 - 0 | Kladno        | 25-20, 25-19, 25-19        |
| 17 gennaio 2019 Urania Sport Hall, Olsztyn Durata: 1h:47 - Spettatori: 1 811            | AZS Olsztyn   | 1 - 3 | Kuzbass       | 28-26, 19-25, 14-25, 19-25 |

#### Squadre qualificate
- Aalst
- Neftohimik
- Vammalan
- Olympiakos
- Trentino
- Kuzbass
- Amriswil
- Galatasaray

### Quarti di finale

#### Andata
| 30 gennaio 2019 Sporthalle Tellenfeld, Amriswil Durata: 1h:11 - Spettatori: 1 000        | Amriswil    | 0 - 3 | Trentino   | 21-25, 19-25, 20-25        |
| 30 gennaio 2019 Palazzetto dello Sport Mladost, Burgas Durata: 1h:47 - Spettatori: 1 460 | Neftohimik  | 3 - 1 | Olympiakos | 18-25, 29-27, 25-22, 25-21 |
| 30 gennaio 2019 Burhan Felek Spor Salonu, Istanbul Durata: 1h:39 - Spettatori: 400       | Galatasaray | 3 - 1 | Aalst      | 25-17, 25-20, 20-25, 25-18 |
| 30 gennaio 2019 Kauppi Sports Center, Tampere Durata: 1h:10 - Spettatori: 2 468          | Vammalan    | 0 - 3 | Kuzbass    | 17-25, 20-25, 24-26        |

#### Ritorno
| 13 febbraio 2019 PalaTrento, Trento Durata: 1h:08 - Spettatori: 2 552           | Trentino   | 3 - 0 | Amriswil    | 25-22, 25-13, 25-16                   |
| 14 febbraio 2019 Melina Merkourī Hall, Rentis Durata: 1h:27 - Spettatori: 1 300 | Olympiakos | 3 - 0 | Neftohimik  | 25-23, 25-17, 25-19 Golden set: 15-11 |
| 14 febbraio 2019 Sportcentrum Schotte, Aalst Durata: 2h:02 - Spettatori: 900    | Aalst      | 3 - 2 | Galatasaray | 21-25, 25-22, 25-16, 20-25, 15-9      |
| 13 febbraio 2019 Kuzbass arena, Kemerovo Durata: 1h:04 - Spettatori: 2 200      | Kuzbass    | 3 - 0 | Vammalan    | 25-18, 25-17, 25-21                   |

#### Squadre qualificate
- Olympiakos
- Trentino
- Kuzbass
- Galatasaray

### Semifinali

#### Andata
| 26 febbraio 2019 Melina Merkourī Hall, Rentis Durata: 1h:16 - Spettatori: 1 800 | Olympiakos | 0 - 3 | Trentino    | 17-25, 19-25, 24-25        |
| 26 febbraio 2019 Kuzbass arena, Kemerovo Durata: 1h:43 - Spettatori: 2 200      | Kuzbass    | 3 - 1 | Galatasaray | 22-25, 25-22, 25-18, 25-15 |

#### Ritorno
| 5 marzo 2019 PalaTrento, Trento Durata: 1h:37 - Spettatori: 2 282                 | Trentino    | 3 - 1 | Olympiakos | 25-19, 25-19, 17-25, 25-17                   |
| 5 marzo 2019 Burhan Felek Spor Salonu, Istanbul Durata: 1h:53 - Spettatori: 1 000 | Galatasaray | 3 - 1 | Kuzbass    | 18-25, 25-19, 25-21, 25-17 Golden set: 15-10 |

#### Squadre qualificate
- Trentino
- Galatasaray

### Finale

#### Andata
| 19 marzo 2019 PalaTrento, Trento Durata: 1h:09 - Spettatori: 3 057 | Trentino | 3 - 0 | Galatasaray | 25-15, 25-15, 25-20 |

#### Ritorno
| 26 marzo 2019 Burhan Felek Spor Salonu, Istanbul Durata: 2h:01 - Spettatori: 4 500 | Galatasaray | 2 - 3 | Trentino | 25-22, 25-21, 16-25, 16-25, 5-15 |

#### Squadra campione
- Trentino

## Statistiche
| Rendimento individuale | Rendimento individuale | Rendimento individuale | Rendimento individuale |
| Pos.                   | Nome                   | Punti                  | Squadra                |
| ---------------------- | ---------------------- | ---------------------- | ---------------------- |
| 1                      | Oliver Venno           | 188                    | Galatasaray            |
| 2                      | Gavin Schmitt          | 125                    | Olympiakos             |
| 3                      | Viktor Poletaev        | 124                    | Kuzbass                |
| 4                      | Fredric Gustavsson     | 117                    | Aalst                  |
| 5                      | Georgi Petrov          | 105                    | Neftohimik             |
| 6                      | Jan Hadrava            | 101                    | AZS Olsztyn            |
| 7                      | Aaron Russell          | 100                    | Trentino               |
| 8                      | Jan Štokr              | 87                     | Dukla Liberec          |
| 9                      | Roland Gergye          | 85                     | Galatasaray            |
| 10                     | Uroš Kovačević         | 84                     | Trentino               |
| 10                     | Marcus Böhme           | 84                     | Olympiakos             |

| Attacchi vincenti | Attacchi vincenti  | Attacchi vincenti | Attacchi vincenti |
| Pos.              | Nome               | Punti             | Squadra           |
| ----------------- | ------------------ | ----------------- | ----------------- |
| 1                 | Oliver Venno       | 159               | Galatasaray       |
| 2                 | Gavin Schmitt      | 113               | Olympiakos        |
| 3                 | Fredric Gustavsson | 100               | Aalst             |
| 4                 | Viktor Poletaev    | 96                | Kuzbass           |
| 5                 | Georgi Petrov      | 88                | Neftohimik        |
| 6                 | Jan Hadrava        | 86                | AZS Olsztyn       |
| 7                 | Aaron Russell      | 85                | Trentino          |
| 8                 | Jan Štokr          | 74                | Dukla Liberec     |
| 9                 | Roland Gergye      | 69                | Galatasaray       |
| 10                | Urpo Sivula        | 68                | Vammalan          |
| 10                | Uroš Kovačević     | 68                | Trentino          |

| Muri vincenti | Muri vincenti     | Muri vincenti | Muri vincenti |
| Pos.          | Nome              | Punti         | Squadra       |
| ------------- | ----------------- | ------------- | ------------- |
| 1             | Marcus Böhme      | 25            | Olympiakos    |
| 2             | Michail Ščerbakov | 22            | Kuzbass       |
| 3             | Simone Giannelli  | 21            | Trentino      |
| 3             | Justin Duff       | 21            | Galatasaray   |
| 5             | Adam Zajíček      | 20            | Kladno        |
| 6             | Nikolay Kartev    | 19            | Neftohimik    |
| 7             | Viktor Poletaev   | 18            | Kuzbass       |
| 8             | Doğukan Ulu       | 17            | Galatasaray   |
| 9             | Srećko Lisinac    | 15            | Trentino      |
| 9             | Georgi Petrov     | 15            | Neftohimik    |
| 9             | Martijn Colson    | 15            | Aalst         |
| 9             | Davide Candellaro | 15            | Trentino      |
| 9             | Selçuk Keskin     | 15            | Galatasaray   |

| Battute vincenti | Battute vincenti    | Battute vincenti | Battute vincenti |
| Pos.             | Nome                | Punti            | Squadra          |
| ---------------- | ------------------- | ---------------- | ---------------- |
| 1                | Filip Habr          | 17               | Kladno           |
| 2                | Oliver Venno        | 15               | Galatasaray      |
| 3                | Joshua Howatson     | 14               | Amriswil         |
| 4                | Luca Vettori        | 13               | Trentino         |
| 4                | Simone Giannelli    | 13               | Trentino         |
| 4                | Nikolay Kartev      | 13               | Neftohimik       |
| 7                | Jovan Djokic        | 12               | Amriswil         |
| 8                | Vladimír Sobotka    | 11               | Kladno           |
| 9                | Viktor Poletaev     | 10               | Kuzbass          |
| 9                | Jaroslav Podlesnijč | 10               | Kuzbass          |
| 9                | Fredric Gustavsson  | 10               | Aalst            |
| 9                | Davide Candellaro   | 10               | Trentino         |